# Lista de capitais do Brasil
Esta lista de capitais do Brasil apresenta localidades que são ou já foram local onde está estabelecida a sede de governo. Assim, estão incluídas sedes coloniais, capitais nacionais e estaduais do Brasil, bem como transferências simbólicas comemorativas.

## Capitais coloniais
Embora não seja precisamente correto considerar que uma colônia tenha capital (já que a ideia de capital está relacionada ao conceito de soberania), a cidade de Salvador é geralmente tratada como a "primeira capital do Brasil" por ter abrigado durante mais de dois séculos a sede da administração colonial portuguesa (governo-geral). 
Vale, também, mencionar que durante alguns períodos a colônia brasileira não esteve unificada, sendo dividida em Repartição Norte e Repartição Sul, e também em Estado do Maranhão (que depois ainda seria desmembrado em Estado do Grão-Pará e Rio Negro e Estado do Maranhão e Piauí) e Estado do Brasil, cada um com sedes diferentes; e que, no contexto da primeira das invasões holandesas, a sede desse Estado foi exercida provisoriamente a partir de Olinda.
A rigor, no entanto, o Brasil só teve uma capital de jure a partir da Independência em 1822. 

### Governo-Geral
- Salvador
  - Sede do Estado do Brasil (1549–1573; 1578–1608; e 1612–1621)

### 1ª e 2ª repartições dos governos-gerais
Cada um desses territórios respondeu de forma independente diretamente a Portugal.

#### Governo-Geral do Norte
- Salvador
  - Sede da Repartição Norte (1573–1578 e 1608–1612)

#### Governo-Geral do Sul
- Rio de Janeiro
  - Sede da Repartição Sul (1573–1578 e 1608–1612)

### Divisão em Estados
Cada um desses territórios respondeu de forma independente diretamente a Portugal.

#### Estado do Maranhão e outras denominações posteriores
- São Luís
  - Sede do Estado do Maranhão (1621–1654)
  - Sede do Estado do Maranhão e Grão-Pará (1654–1737)

- Belém
  - Sede do Estado do Grão-Pará e Maranhão (1737–1772)

#### Estado do Grão-Pará e Rio Negro
- Belém
  - Sede do Estado do Grão-Pará e Rio Negro (1772–1775)

#### Estado do Maranhão e Piauí
- São Luís
  - Sede do Estado do Maranhão e Piauí (1772–1775)

#### Estado do Brasil
- Salvador
  - Sede do Estado do Brasil (1621–1624)
  - Sede do Estado do Brasil (1625–1763)
- Olinda
  - Sede do Estado do Brasil (1624–1625 — administração de Matias de Albuquerque)
- Rio de Janeiro
  - Sede do Estado do Brasil (1763–1775)
  - Sede do Estado do Brasil, incorporando os estados extintos (1775–1808)

### Sedes das colônias não portuguesas no Brasil
- Ilha de Villegagnon e Henriville
  - Sedes da França Antártica (1555-1575)
- Recife
  - Sede da Nova Holanda (1630–1654)
- Saint Louis
  - Sede da França Equinocial (1612–1615)

## Capitais nacionais
Designadas em ordem cronológica e inclui os períodos em que cidades brasileiras abrigaram a sede de Portugal.
- Salvador
  - Sede do Reino de Portugal (janeiro a março de 1808)
- Rio de Janeiro
  - Sede do Reino de Portugal (1808–1815)
  - Sede do Reino Unido de Portugal, Brasil e Algarves (1815–1821)
  - Sede do Reino do Brasil junto ao Reino Unido de Portugal, Brasil e Algarves (1821–1822)
  - Sede do Império do Brasil (1822–1889)
  - Sede da República dos Estados Unidos do Brasil (1889–1960)
- Brasília
  - Sede da República dos Estados Unidos do Brasil (1960–1967)
  - Sede da República Federativa do Brasil (1967–atualmente)

## Capitais estaduais

As 27 atuais capitais do Brasil de acordo com suas posições no IFDM de 2018.

### Acre
Entre 1904 e 1920 o Acre não teve uma única capital, com as capitais dos três departamentos se reportando diretamente ao governo federal. Em 1912 é criado o Departamento do Alto Tarauacá, desmembrado do Departamento do Alto Juruá.
- Porto Acre (1899–1903) — sede do Estado Independente do Acre
- Cruzeiro do Sul (1904–1920) — sede do Departamento do Alto Juruá
- Sena Madureira (1904–1920) — sede Departamento do Alto Purús
- Seringal Volta da Empresa (1904-1909) — sede do Departamento do Alto Acre
- Penápolis (1909-1912) — sede do departamento do Alto Acre
- Rio Branco (1912–1920) — sede do Departamento do Alto Acre
- Seabra (1912-1920) — sede do Departamento do Alto Tarauacá; a partir de 1913 denominada Tarauacá.
- Rio Branco (1920–1963) — sede do Território do Acre
- Rio Branco (1963–atual) — sede do estado do Acre

### Alagoas
desmembrado a partir de Pernambuco
- Alagoas da Lagoa do Sul (1823–1839) — sede da província das Alagoas
- Maceió (1839–1889) — sede da província das Alagoas
- Maceió (1889–atual) — sede do estado de Alagoas

### Amapá
desmembrado a partir do Pará
- Amapá (município) (1943–1944) — sede do território do Amapá
- Macapá (1944–1988) — sede do território do Amapá
- Macapá (1988–atual) — sede do estado do Amapá

### Amazonas
desmembrado a partir do Pará
- Mariuá (1755–1791) — sede da Capitania de São José do Rio Negro; a partir de 1758, denominada Barcelos.
- São José da Barra do Rio Negro (1791–1799) — sede da Capitania de São José do Rio Negro
- Barcelos (1799–1808) — sede da Capitania de São José do Rio Negro
- São José da Barra do Rio Negro (1808–1821) — sede da Capitania de São José do Rio Negro; a partir de 1856, denominada Manaus
- subordinada à província do Grão-Pará (1821–1850)
- Manaus (1850–1889) — sede da província do Amazonas
- Manaus (1889–atual) — sede do estado do Amazonas

### Bahia
- sem sede para a Capitania da Baía de Todos os Santos (1534–1549)
- Salvador (1549–1709) — sede da Capitania da Baía de Todos os Santos
- Salvador (1709–1821) — sede da Capitania da Bahia
- Ilhéus (1536–1754) — sede da Capitania de Ilhéus (incorporada à Capitania da Bahia)
- Salvador (1821–1889) — sede da província da Bahia
- Jequié (1911)
- Salvador (1889–atual) — sede do estado da Bahia

### Ceará
- sem sede para a Capitania do Ceará (1534–1621)
- subordinada ao Estado do Maranhão (1621–1637)
- subordinada à Nova Holanda (1637–1654)
- subordinada ao Estado do Maranhão e Grão-Pará (1654–1680)
- subordinada à Capitania de Pernambuco (1680–1799)
- Fortaleza (1799–1821) — sede da Capitania do Ceará
- Fortaleza (1821–1889) — sede da província do Ceará
- Fortaleza (1889–atual) — sede do estado do Ceará

### Distrito Federal
- Rio de Janeiro (1891–1960) — sede do antigo Distrito Federal (1891–1960)
- Brasília (1960–atual)

### Espírito Santo
- Vila Velha (1535–1551) — sede da Capitania do Espírito Santo
- Vila Nova do Espírito Santo (1551–1715) — sede da Capitania do Espírito Santo ; a partir de 1558, denominada Vitória.
- subordinada à Capitania da Bahia (1715–1809)
- Vitória (1809–1821) — sede da Capitania do Espírito Santo
- Vitória (1821–1889) — sede da província do Espírito Santo
- Vitória (1889–atual) — sede do estado do Espírito Santo

### Goiás
desmembrado a partir de São Paulo
- Villa Bôa de Goyaz (1748–1821) — sede da Capitania de Goiás
- Villa Bôa de Goyaz (1821–1839) — sede da província de Goiás
- Santa Cruz de Goyaz (1839-1870) - sede da província de Goiás[2]
- Villa Bôa de Goyaz (1870–1889) — sede da província de Goiás
- Villa Bôa de Goyaz (1889–1937) — sede do estado de Goiás
- Goiânia (1937–atual) — sede do estado de Goiás

### Maranhão
- sem sede para a Capitania do Maranhão (1536–1538)
- capitania extinta (1538–1615)
- sem sede para a Capitania do Maranhão (1615–1621)
- São Luís (1621–1641) — sede da Capitania do Maranhão
- subordinada à Nova Holanda (1641–1644)
- São Luís (1644–1821) — sede da Capitania do Maranhão
- São Luís (1821–1889) — sede da província do Maranhão
- São Luís (1889–atual) — sede do estado do Maranhão

### Mato Grosso
desmembrado a partir de São Paulo
- Vila Bela da Santíssima Trindade (1748–1821) — sede da Capitania de Mato Grosso
- Cuiabá (1821–1889) — sede da província de Mato Grosso
- Cuiabá (1889–atual) — sede do estado de Mato Grosso

### Mato Grosso do Sul
desmembrado a partir de Mato Grosso
- Campo Grande (1979–atual) — sede do estado de Mato Grosso do Sul

### Minas Gerais
desmembrado a partir de São Paulo
- Vila Rica (1720–1821) — sede da Capitania de Minas Gerais
- Ouro Preto (1821–1889) — sede da província de Minas Gerais
- Ouro Preto (1889–1897) — sede do estado de Minas Gerais
- Belo Horizonte (1897–atual) — sede do estado de Minas Gerais; entre 1897 e 1901 denominada Cidade de Minas.

### Pará
- Belém (1737–1772) — sede do Estado do Grão-Pará e Maranhão e da capitania do Grão-Pará
- Belém (1772–1821) — sede do Estado do Grão-Pará e Rio Negro e da capitania do Grão-Pará
- Belém (1821–1850) — sede da província do Grão-Pará
- Cametá[3] (29 de setembro de 1823–1824) — sede provisória da província do Grão-Pará, durante a Cabanagem
- Belém (1850–1889) — sede da província do Pará
- Belém (1889–atual) — sede do estado do Pará

### Paraíba
- sem sede para a Capitania de Itamaracá (1534–1574)
- capitania extinta (1574–1585)
- Nossa Senhora das Neves (1585–1588)
- Filipeia (1588–1634)
- Frederikstad - subordinada à Nova Holanda (1634–1654)
- Parahyba (1654–1753) — sede da Capitania da Paraíba
- subordinada à Capitania de Pernambuco (1753–1799)
- Parahyba (1799–1817) — sede da Capitania da Paraíba
- Parahyba (1817–1821) — sede da Capitania da Paraíba
- Parahyba (1821–1930) — sede da província e posteriormente do estado da Paraíba
- João Pessoa (1930–atual) — sede do estado da Paraíba

### Paraná
desmembrado a partir de São Paulo
- Coritiba (1853–1889) — sede da província do Paraná
- Coritiba (1889–1894) — sede do estado do Paraná;
- Castro (18 janeiro 1894–18 de abril 1894) — sede do estado do Paraná / Revolução Federalista (1893–1894)
- Londrina (10 de dezembro de 2014) - sede provisória - Comemoração pelos 80 anos da cidade, homenagem feita pelo então Governador Beto Richa, que é londrinense.
- Curitiba (1894–atual) — sede do estado do Paraná; até 1912 denominada Coritiba; até 1915 denominada Curytiba

### Pernambuco
- Olinda (1537–1630) — sede da Capitania de Pernambuco
- Ilha de Itamaracá (1534–?) — sede da Capitania de Itamaracá (incorporada parcialmente à Capitania de Pernambuco)
- Goiana (?–1574) — sede da Capitania de Itamaracá (incorporada parcialmente à Capitania de Pernambuco)
- Recife (1630–1654) — sede da Nova Holanda
- Olinda (1654–1821) — sede da Capitania de Pernambuco
- Olinda (1821–1837) — sede da província de Pernambuco
- Recife (1837–1889) — sede da província de Pernambuco
- Recife (1889–atual) — sede do estado de Pernambuco

### Piauí
desmembrado a partir do Maranhão
- Parnaíba (1718–1759) — sede da Capitania do Piauí (subordinada ao Maranhão)
- Oeiras (1759–1811) — sede da Capitania do Piauí (subordinada ao Maranhão)
- Oeiras (1811–1821) — sede da Capitania do Piauí
- Oeiras (1821–1852) — sede da província do Piauí
- Teresina (1852–1889) — sede da província do Piauí
- Teresina (1889–atual) — sede do estado do Piauí

### Rio Grande do Norte
- sem sede para a Capitania do Rio Grande (1534–1599)
- Natal (1599-1633) - sede da Capitania do Rio Grande
- subordinada à Nova Holanda (1634–1654)
- subordinada ao Estado do Brasil (1654–1701)
- subordinada à Capitania de Pernambuco (1701–1821)
- Natal (1821–1889) — sede da província do Rio Grande do Norte
- Natal (1889–atual) — sede do estado do Rio Grande do Norte

### Rio Grande do Sul
desmembrado a partir do Rio de Janeiro, apesar de não lhe ser limítrofe
- Rio Grande (1760–1766)
- Viamão (1766–1773)
- Porto Alegre (1773–1821) — sede da Capitania de São Pedro do Rio Grande
- Porto Alegre (1821–1889) — sede da província do Rio Grande do Sul
  - Piratini (1836–1839) — sede da República Rio-Grandense
  - Caçapava do Sul (1839–1842) — sede da República Rio-Grandense
  - Alegrete (1842–1845) — sede da República Rio-Grandense
  - São Borja, São Gabriel e Bagé (1843–1845) — sedes provisórias da República Rio-Grandense
- Porto Alegre (1889–atual) — sede do estado do Rio Grande do Sul

### Rio de Janeiro
desmembrado da Capitania de São Vicente
Entre 1831 e 1975 a cidade do Rio de Janeiro foi desmembrada do restante do territorio; passando a existir, portanto, duas administrações autonômas.
- Rio de Janeiro (1565–1822) — sede da Capitania do Rio de Janeiro
- Rio de Janeiro (1822–1834) — sede da província do Rio de Janeiro
- Niterói (1834–1889) — até 1835, denominada "Vila Real da Praia Grande"; sede da província do Rio de Janeiro
- Niterói (1889–1890) — sede do estado do Rio de Janeiro
- Teresópolis (1890) — sede do estado do Rio de Janeiro; Decreto de 5 de Outubro de 1890, do governador Francisco Portela
- Niterói (1890–1894) — sede do estado do Rio de Janeiro
- Petrópolis (1894–1903) — sede do estado do Rio de Janeiro
- Niterói (1903–1975) — sede do estado do Rio de Janeiro
- Rio de Janeiro (1975–atual) — sede do estado do Rio de Janeiro

### Rondônia
criado em 13 de setembro de 1943 sob o nome de "Território do Guaporé", desmembrado dos estados de Mato Grosso e Amazonas. Transformado em estado de Rondônia em 1982
- Guajará-Mirim (1943–1944) — Sede do Território do Guaporé
- Porto Velho (1944–1956) — Sede do Território do Guaporé
- Porto Velho (1956–1982) — Sede do Território de Rondônia
- Porto Velho (1982–atual) — Sede do Estado de Rondônia

### Roraima
criado em 1943 sob o nome de "Território do Rio Branco", desmembrado do Amazonas. Transformado em estado de Roraima em 1988.
- Boa Vista (1943–1962) — sede do Território do Rio Branco
- Boa Vista (1962–1988) — sede do Território de Roraima
- Boa Vista (1988–atual) — sede do Estado de Roraima

### Santa Catarina
desmembrado a partir de São Paulo
- Nossa Senhora do Desterro (1738–1821) — sede da Capitania de Santa Catarina
- Nossa Senhora do Desterro (1821–1889) — sede da província de Santa Catarina
- Laguna (1839) — sede da República Juliana
- Florianópolis (1889–atual) — até 1894, denominada "Nossa Senhora do Desterro"; sede do estado de Santa Catarina

### São Paulo
- São Vicente (1534–1624) — sede da Capitania de São Vicente
- Itanhaém (1624–1679) — sede da Capitania de São Vicente
- São Vicente (1679–1709) — sede da Capitania de São Vicente
- São Paulo (1709–1720) — anteriormente denominada "São Paulo dos Campos de Piratininga"; sede da Capitania de São Paulo e Minas de Ouro
- São Paulo (1709–1821) — sede da Capitania de São Paulo
- São Paulo (1821–1889) — sede da província de São Paulo
- São Paulo (1889–atual) — sede do estado de São Paulo

### Sergipe
desmembrado a partir da Bahia
- São Cristóvão (1820–1821) — sede da Capitania de Sergipe
- São Cristóvão (1821–1855) — sede da província de Sergipe
- Aracaju (1855–1889) — sede da província de Sergipe
- Aracaju (1889–atual) — sede do estado de Sergipe

### Tocantins
desmembrado a partir de Goiás
- Miracema do Tocantins (1988–1990) — capital provisória
- Palmas (1990–atual)

## Capitais de unidades da federação extintas, territórios invadidos e movimentos separatistas

### Confederação do Equador
Movimento Republicano Separatista,  em 1824, atingindo parte dos atuais estados do Ceará, Paraíba e Pernambuco.
- Recife (2 de julho - 29 de novembro de 1824) — capital da Confederação do Equador.

### Confederação do Itapocu
Estado quilombola que existiu de facto, entre os séculos XVIII e XIX, abarcando parte do interior do estado do Pará.
- Mola (1750 - 1809) — capital da Confederação do Itapocu.

### Federação dos Guanais
Criada em 1832 com o nome de Federação dos Guanais, por Bernardo Miguel Guanais Mineiro, em território das atuais cidades de São Félix e Cachoeira, no Recôncavo Baiano, deixou de existir no mesmo amo, controlada por tropas regenciais..
- Vila de São Félix (1832) - capital da Federação dos Guanais

### Fernando de Noronha
Criada como a primeira capitania hereditária sofreu diferentes invasões estrangeiras. Em 1943  foi transformada em território com o nome de "Território de Fernando de Noronha", posteriormente foi reincorporado a Pernambuco.
- Vila dos Remédios (1504–1560) — principal núcleo habitado da Capitania de São João, também conhecida como Capitania de Fernando de Noronha. Mesmo com o fim da Capitania permaneceu sob a posse dos descendentes  família Fernando de Noronha, até 1700, com interrupção durante a invasão holandesa, cedida a posse a .
- Pavônia (1629-1654) - principal núcleo habitado de Fernando de Noronha, no período da Nova Holanda, cedido o controle a Michel de Pavw, atual Vila dos Remédios.
- Vila dos Remédios (1654- 1700) - principal núcleo habitado de Fernando de Noronha, no período de posse da família Fernando de Noronha.
- Vila dos Remédios (1700-1821) - principal núcleo habitado de Fernando de Noronha, no período de incorporado à Capitania de Pernambuco.
- Vila dos Remédios (1822-1889) - principal núcleo habitado de Fernando de Noronha, no período de incorporado à Província de Pernambuco.
- Vila dos Remédios (1889-1943) - principal núcleo habitado de Fernando de Noronha, no período de incorporado ao Estado de Pernambuco.
- Vila dos Remédios (1943–1988)  — principal núcleo habitado de Fernando de Noronha, durante o período de Território de Fernando de Noronha
- Vila dos Remédios (1988-atual) - principal núcleo habitado de Fernando de Noronha, no período de incorporado ao Estado de Pernambuco.

### Guanabara
Criado em 1960 a partir do território do antigo Distrito Federal (1891–1960). Fundido com o estado do Rio de Janeiro em 1975.
- Rio de Janeiro (1960–1975)

### Iguaçu
Criado em 1943 sob o nome de "Território do Iguaçu". Reincorporado ao Paraná e a Santa Catarina.
- Iguaçu (1943–1946) — atualmente chamada Laranjeiras do Sul

### Isle Dauphine
Criada em 1736, na atual Fernando de Noronha, quando a ilha foi invadida pela Companhia Francesa das Índias Orientais, passando-se a chamar Isle Dauphine, porém, no ano seguinte, uma expedição enviada pelo Recife expulsou os franceses
- Vila dos Remédios (1736- 1737) - principal núcleo habitado de Isle Dauphine.

### Maracaju
Criado em 1932 pelos revolucionários do sul de Mato Grosso durante a Revolução de 32 sob o nome de "Estado de Maracaju", desmembrando do sul de Mato Grosso (atual Mato Grosso do Sul). Reincorporado ao Mato Grosso.
- Campo Grande (10 de julho–2 de outubro de 1932)

### Monarquia Celeste
Criado em 1912, pelo Frei José Maria,  durante a Guerra do Contestado, na região compreendida ao centro-oeste dos atuais estados de Santa Catarina e Paraná, deixou de existir em 1916.
- Irani (1912-1914) - Capital informal da Monarquia Celeste
- Taquaruçu (1914 - 1915) - Capital informal da Monarquia Celeste
- Caraguatá (1915 -1916) - Capital informal da Monarquia Celeste

### Ponta Porã
Criado em 1943 sob o nome de "Território de Ponta Porã". Reincorporado ao Mato Grosso, hoje compõe o estado de Mato Grosso do Sul.
- Maracaju (1943–1945)
- Ponta Porã (1945–1946)

### Princesa
Criado em 1930 pelos revolucionários de Princesa Isabel, sob o nome de "Território de Princesa", por discordâncias políticas. O estado livre correspondia aos limites do município na época
- Princesa (28 de fevereiro–11 de agosto de 1930)

### Principado de Trinidad
Criado em 1893, pelo americano James Harden-Hickey. Estado não reconhecido, foi extinto em 1895. Ocupava o arquipélago de Trindade e Martin Vaz.
- Trindade (1893-1895) — capital desabitada do Principado de Trinidad.

### República de Manhuassu
Criada em 15 de maio de 1896, pelo coronel Serafim Tibúrcio da Costa. Estado não reconhecido, ocupava o município de Manhuassu (MG). Foi extinto 22 dias depois por tropas dos Estados Unidos do Brasil.
- Manhuassu (1896) — capital da República de Manhuassu

### República de Pernambuco
Criada em 1817, atingindo parte dos atuais estados do Ceará, Paraíba e Pernambuco, durante a Revolução Pernambucana, tendo durado dois meses.
- Recife (6 de março - 20 de maio 1817) — capital da República de Pernambuco.

### República do Crato
Criada em 1817, por José Martiniano de Alencar. Estado não reconhecido, durou apenas 8 dias.
- Crato (1817) — capital da República do Crato

### República de Cunani ou République indépendante de Guyane, Estado Livre do Cunani
Criada em 1886, pelo francês Julio Gros,  com o nome de  République Indépendante de Guyane (em português conhecido como República do Cunani). Estado não reconhecido, ocupando o norte do Amapá, foi extinto em 1891, sendo recriado por Adoph Brezet em 1904, com o nome de Estado Livre do Cunani, deixando de existir definitivamente em 1912.
- Cunani (1886–1891) — capital da République Indépendante de Guyane  ou República de Cunani
- Cunani (1904 - 1912) — capital do État libre de Counani (Estado Livre do Cunani)

### República Transatlântica do Mato Grosso ou Estado Livre de Mato Grosso
Criada em 1892, pelo Coronel João Batista Barbosa. Estado não reconhecido, ocupando o atual estado de Mato Grosso do Sul, foi extinto no mesmo ano.
- Corumbá (1892) — capital da  República Transatlântica do Mato Grosso

### São João da Palma
Criada em 1808 como capitania por decreto de Dom João VI sob o nome de "São João das Duas Barras", foi extinta em 1814. Recriada como província autônoma em 1821 sob o nome de "São João da Palma", extinta em 1823 por Dom Pedro I. Hoje parte do Pará e Tocantins.
- Barra do Tacay-Una (1808–1810) — atualmente chamada Marabá
- Vila de Palma (1810–1814) — atualmente chamada Paranã
- Cavalcante (1821–1823)

## Capitais de territórios já controlados pelo Brasil

### Cisplatina
- Montevidéu (1809–1828)

### Congo (Cabinda)
- Porto Rico (1827-1830)[9]

### Guiana Francesa
- Caiena (1809–1817)

## Transferências temporárias simbólicas
Em caráter simbólico, as unidades da federação brasileira podem ter suas sedes de governo transferidas temporariamente. Em relação ao governo federal, a Constituição de 1988 traz:

Art. 48. Cabe ao Congresso Nacional, com a sanção do Presidente da República, não exigida esta para o especificado nos arts. 49, 51 e 52, dispor sobre todas as matérias de competência da União, especialmente sobre:
VII — transferência temporária da sede do Governo Federal;— CF1988
A transferência ocorreu em apenas quatro oportunidades:
- Curitiba (24 a 27 de março de 1969) — transferência por quatro dias, para inauguração de obras[11][12]
- Itu (15 de novembro de 2017) — transferência por um dia para solenidades em homenagem à Convenção Republicana de Itu[13]
- Rio de Janeiro (3 a 14 de junho de 1992) - transferência durante a realização da Eco-92.
- Mombaça (25 de fevereiro de 1989) — transferência por um dia para solenidades em homenagem à cidade natal do então presidente em exercício Antônio Paes de Andrade[13]

Para os estados, a transferência é mais comum. Há situações de transferências recorrentes, em que a capital estadual é alterada em determinada data todo ano, como também há casos de transferências pontuais que não se repetiram. Dentre as pontuais estão:
- Palmeiras de Goiás (6 de julho de 2017) — transferência por um dia da capital goiana em homenagem ao aniversário da cidade e para apresentação do programa Goiás na Frente[13]
- Santa Cruz de Goiás (27 de agosto de 2017) — transferência por um dia da capital goiana em homenagem ao aniversário da cidade e para apresentação do programa Goiás na Frente[13]
- Trindade (1 de setembro de 2017) — transferência por um dia da capital goiana em homenagem ao aniversário da cidade e para apresentação do programa Goiás na Frente[13]
- Caruaru (18 de maio de 2007) — transferência por um dia da capital pernambucana em homenagem ao 150.º aniversário da cidade[13]
- Cabo de Santo Agostinho (10 de julho de 2017) — transferência por um dia da capital pernambucana em homenagem ao 140.º aniversário da cidade[13]

As transferências cíclicas de capitais estaduais são:
- Marechal Deodoro (15 de novembro, desde 2010) — transferência anual recorrente da capital alagoana em homenagem à cidade natal do primeiro presidente brasileiro Deodoro da Fonseca[13]
- Cachoeira (25 de junho, desde 2008) — transferência anual recorrente da capital baiana em homenagem ao início das lutas pela independência no estado[13]
- Porto Seguro (22 de abril, desde 2016) — transferência anual recorrente da capital baiana em homenagem à chegada dos portugueses em 1500[13]
- Goiás (25 de julho, desde 1983) — transferência anual recorrente da capital goiana em homenagem ao aniversário da cidade, que foi capital do estado[13]
- Vila Bela da Santíssima Trindade (19 de março, desde 2016) — transferência anual recorrente da capital mato-grossense em homenagem ao aniversário da cidade, que foi primeira capital do estado[13]
- Mariana (16 de julho, desde 1945) — transferência anual recorrente da capital mineira em homenagem ao Dia de Minas e aniversário da cidade, que foi primeira capital do estado[13]
- São Francisco do Sul (11 de agosto, desde 2010) — transferência anual recorrente da capital catarinense em homenagem à fundação da capitania de Santa Catarina e sua cidade mais antiga[13]